# VM i bandy 2020 (kvinder)
Verdensmesterskabet i bandy for kvinder 2020 var det 10. VM i bandy for kvinder gennem tiden, og mesterskabet bliver arrangeret af Federation of International Bandy. Turneringen bliver afviklet i Oslo, Norge i perioden 19. - 22. februar 2020. Norge er VM-værtsland for anden gang.
Mesterskabet blev vundet af Sverige, som vandt VM-titlen for tredje gang i træk og niende gang ved at besejre Rusland i finalen med 3-1. De to første svenske mål blev scoret af Matilda Plan, mens Emma Ahlander cementerede sejren med 3-1-målet på straffeslag. Det var 10. VM i træk, at finalen var et opgør mellem Sverige og Rusland. Bronzemedaljerne gik til værtslandet Norge, der vandt over Finland i bronzekampen med 6-1, og som dermed vandt VM-bronze for tredje gang i træk og sjette gang i alt.
Oprindeligt var ni hold tilmeldt mesterskabet, hvilket i givet fald ville have været ny deltagerrekord, men et par uger inden åbningskampen meldte Kina afbud på grund af udbruddet af COVID-19 i Kina. Japan deltog i VM for kvinder for første gang.

## Arenaer
Mesterskabet afvikles udendørs på tre arenaer i Oslo.
- Frogner stadion, Oslo (800 tilskuerpladser)
- Voldsløkka idrettspark, Oslo
- Bergbanen, Oslo

## Resultater

### Indledende runde
De otte hold var inddelt i to grupper. I gruppe A spillede de fem bedste hold fra sidste VM, mens de sidste tre hold spillede i gruppe B. I gruppe A spillede holdene en enkeltturnering alle-mod-alle, hvorefter de fire bedste hold gik videre til semifinalerne. I gruppe B spillede holdene en dobbeltturnering alle-mod-alle. Vinderen af gruppe B gik videre til placeringskampen om 5.-pladsen mod holdet, der sluttede på femtepladsen i gruppe A. De to sidte hold fra gruppe B spillede placeringskamp om 7.-pladsen.
Kampene i den indledende runde blev spillet 2 × 30 minutter, eftersom holdene skulle spille to kampe om dagen.

#### Gruppe A
| Dato        | Kl.   | Kamp              | Res.  | Pause | Tilskuere | Spillested      | Ref.                                                      |
| ----------- | ----- | ----------------- | ----- | ----- | --------- | --------------- | --------------------------------------------------------- |
| 19. februar | 09:30 | USA - Norge       | 1–1   | 1-1   | 304       | Voldsløkka      | Kamprapport Arkiveret 16. januar 2022 hos Wayback Machine |
| 19. februar | 11:30 | Finland - Sverige | 0–1   | 0-1   | 110       | Voldsløkka      | Kamprapport Arkiveret 16. januar 2022 hos Wayback Machine |
| 19. februar | 13:30 | Rusland - USA     | 6–0   | 2-0   | 43        | Voldsløkka      | Kamprapport Arkiveret 16. januar 2022 hos Wayback Machine |
| 19. februar | 15:30 | Norge - Finland   | 2–1   | 1-0   | 273       | Voldsløkka      | Kamprapport Arkiveret 16. januar 2022 hos Wayback Machine |
| 19. februar | 17:30 | Sverige - Rusland | 3–2   | 2-2   | 127       | Voldsløkka      | Kamprapport Arkiveret 16. januar 2022 hos Wayback Machine |
| 20. februar | 10:30 | Finland - Rusland | 1–3   | 0-0   | 57        | Voldsløkka      | Kamprapport Arkiveret 16. januar 2022 hos Wayback Machine |
| 20. februar | 12:30 | Sverige - USA     | 8–0   | 4-0   | 58        | Voldsløkka      | Kamprapport Arkiveret 16. januar 2022 hos Wayback Machine |
| 20. februar | 14:30 | Rusland - Norge   | 2–0   | 1-0   | 74        | Voldsløkka      | Kamprapport Arkiveret 16. januar 2022 hos Wayback Machine |
| 20. februar | 16:30 | USA - Finland     | 2–3   | 1-1   | 25        | Voldsløkka      | Kamprapport Arkiveret 16. januar 2022 hos Wayback Machine |
| 20. februar | 18:00 | Norge - Sverige   | 11–11 | 0-6   | 240       | Frogner Stadion | Kamprapport Arkiveret 16. januar 2022 hos Wayback Machine |

| Hold    | Kampe | Mål   | Point |
| ------- | ----- | ----- | ----- |
| Sverige | 4     | 23-30 | 8     |
| Rusland | 4     | 13-41 | 6     |
| Norge   | 4     | 14-15 | 3     |
| Finland | 4     | 5-8   | 2     |
| USA     | 4     | 13-18 | 1     |

#### Gruppe B
| Dato        | Kl.   | Kamp              | Res.  | Pause | Tilskuere | Spillested | Ref.                                                      |
| ----------- | ----- | ----------------- | ----- | ----- | --------- | ---------- | --------------------------------------------------------- |
| 19. februar | 09:30 | Estland - Schweiz | 10–21 | 5-0   | 15        | Bergbanen  | Kamprapport Arkiveret 16. januar 2022 hos Wayback Machine |
| 19. februar | 13:30 | Schweiz - Japan   | 0–5   | 0-4   | 15        | Bergbanen  | Kamprapport Arkiveret 16. januar 2022 hos Wayback Machine |
| 19. februar | 17:00 | Japan - Estland   | 3–2   | 2-1   | 20        | Bergbanen  | Kamprapport Arkiveret 16. januar 2022 hos Wayback Machine |
| 20. februar | 09:30 | Schweiz - Japan   | 0–3   | 0-1   | 15        | Bergbanen  | Kamprapport Arkiveret 16. januar 2022 hos Wayback Machine |
| 20. februar | 13:30 | Estland - Schweiz | 7–2   | 3-0   | 2         | Bergbanen  | Kamprapport Arkiveret 16. januar 2022 hos Wayback Machine |
| 20. februar | 17:00 | Japan - Estland   | 7–6   | 5-3   | 10        | Bergbanen  | Kamprapport Arkiveret 16. januar 2022 hos Wayback Machine |

| Hold    | Kampe | Mål   | Point |
| ------- | ----- | ----- | ----- |
| Japan   | 4     | 18-81 | 8     |
| Estland | 4     | 25-14 | 4     |
| Schweiz | 4     | 04-25 | 0     |

### Slutspil
Slutspilskampene spilledes 2 × 45 minutter.

#### Semifinaler
| Dato        | Kl.   | Kamp              | Res. | Pause | Tilskuere | Spillested      | Ref.                                                      |
| ----------- | ----- | ----------------- | ---- | ----- | --------- | --------------- | --------------------------------------------------------- |
| 21. februar | 11:00 | Rusland - Norge   | 4–0  | 2-0   | 217       | Frogner Stadion | Kamprapport Arkiveret 16. januar 2022 hos Wayback Machine |
| 21. februar | 14:00 | Sverige - Finland | 9–1  | 4-0   | 214       | Frogner Stadion | Kamprapport Arkiveret 16. januar 2022 hos Wayback Machine |

#### Bronzekamp
| Dato        | Kl.   | Kamp            | Res. | Pause | Tilskuere | Spillested      | Ref.                                                      |
| ----------- | ----- | --------------- | ---- | ----- | --------- | --------------- | --------------------------------------------------------- |
| 22. februar | 11:00 | Norge - Finland | 6–1  | 5-1   | 428       | Frogner Stadion | Kamprapport Arkiveret 16. januar 2022 hos Wayback Machine |

#### Finale
| Dato        | Kl.   | Kamp              | Res. | Pause | Tilskuere | Spillested      | Ref.                                                      |
| ----------- | ----- | ----------------- | ---- | ----- | --------- | --------------- | --------------------------------------------------------- |
| 22. februar | 14:00 | Sverige - Rusland | 3–1  | 1-0   | 512       | Frogner Stadion | Kamprapport Arkiveret 16. januar 2022 hos Wayback Machine |

### Placeringskampe
Placeringskampene spilles 2 × 45 minutter.

#### Kamp om 5.-pladsen
| Dato        | Kl.   | Kamp        | Res. | Pause | Tilskuere | Spillested | Ref.                                                      |
| ----------- | ----- | ----------- | ---- | ----- | --------- | ---------- | --------------------------------------------------------- |
| 21. februar | 11:00 | USA - Japan | 5–0  | 1-0   | 28        | Voldsløkka | Kamprapport Arkiveret 16. januar 2022 hos Wayback Machine |

#### Kamp om 7.-pladsen
| Dato        | Kl.   | Kamp              | Res. | Pause | Tilskuere | Spillested | Ref.                                                      |
| ----------- | ----- | ----------------- | ---- | ----- | --------- | ---------- | --------------------------------------------------------- |
| 21. februar | 11:00 | Estland - Schweiz | 9–0  | 5-0   | 5         | Bergbanen  | Kamprapport Arkiveret 16. januar 2022 hos Wayback Machine |

### Samlet rangering
| Plac.  | Hold    |
| ------ | ------- |
| Guld   | Sverige |
| Sølv   | Rusland |
| Bronze | Norge   |
| 4.     | Finland |
| 5.     | USA     |
| 6.     | Japan   |
| 7.     | Estland |
| 8.     | Schweiz |

### Hædersbevisninger
Organisationskomiteen hædrede følgende spillere efter mesterskabet.
| Pris                   | Spiller                                  |
| ---------------------- | ---------------------------------------- |
| MVP                    | Matilda Plan                             |
| Topscorer              | Matilda Plan (8 mål) Tilda Ström (8 mål) |
| Bedste målmand         | Sara Carlström                           |
| Bedste forsvarsspiller | Malin Kuul                               |
| Bedste midtbanespiller | Galina Mikhailova                        |
| Bedste angriber        | Tilda Ström                              |

Fair play-prisen blev vundet af Japan.